# Nézignan-l’Évêque
Nézignan-l’Évêque település Franciaországban, Hérault megyében. Lakosainak száma 1730 fő (2022. január 1.). Nézignan-l’Évêque Pézenas, Saint-Thibéry, Tourbes és Valros községekkel határos.

## Népesség
A település népességének változása:
| Lakosok száma | 612  | 725  | 753  | 1259 | 1753 | 1795 | 1820 | 1827 | 1795 | 1730 |
|               | 1968 | 1982 | 1990 | 2006 | 2013 | 2015 | 2017 | 2019 | 2020 | 2022 |